# Gulbjörk
Betula alleghaniensis är en björkväxtart som beskrevs av Nathaniel Lord Britton. Betula alleghaniensis ingår i släktet björkar, och familjen björkväxter. Inga underarter finns listade.
Gulbjörken växer långsam och flera exemplar har en hög ålder.
Arten förekommer i sydöstra Kanada och östra USA. Den hittas i låglandet och i kulliga områden upp till 500 meter över havet. I sällsynta fall når den upp till 915 meter där gulbjörken bildar dvärgformer. Trädet är vanligt i träskmarker, samt i halvtorra och tempererade områden där det bildar skogar tillsammans med arter av gransläktet och ädelgransläktet. På samma ställe hittas oftast ett enda exemplar eller en liten grupp.
Andra träd som förekommer i samma habitat är bland annat Carpinus caroliniana, Ostrya virginiana, körsbärsbjörk (Betula lenta), hemlock (Tsuga canadensis), amerikansk trollhassel (Hamamelis virginiana) och Ilex opaca.

## Bildgalleri

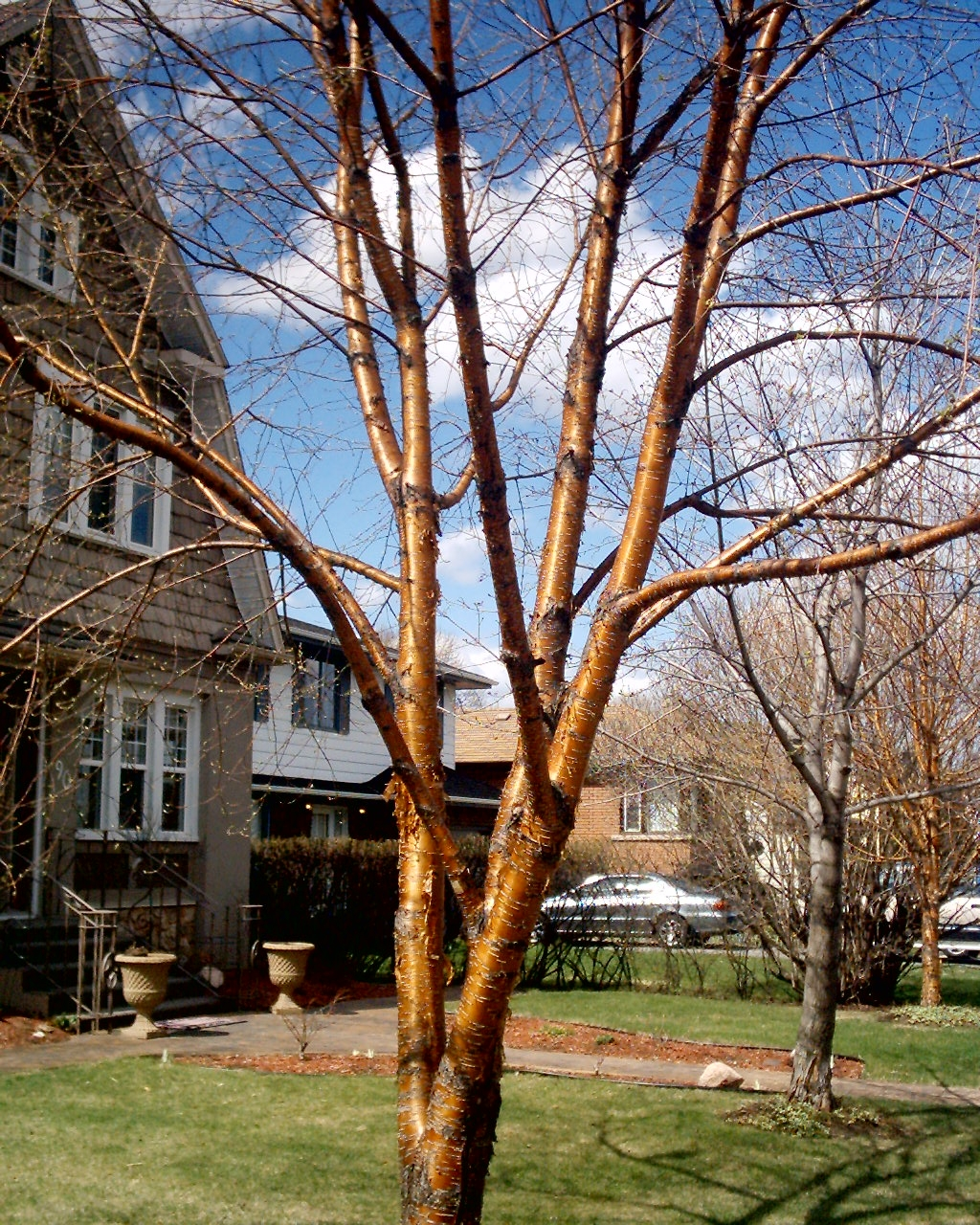